# Zweirampenverfahren
Das Zweirampenverfahren oder Dual-Slope-Verfahren ist ein Messverfahren, bei dem das Analogsignal einer  elektrischen Spannung in die Zwischengröße Zeit umgeformt wird. Dadurch, dass während dieser Zeit die Perioden einer bekannten Frequenz gezählt werden, entsteht dann ein Digitalsignal.
Einzelheiten werden im Artikel Digitale Messtechnik erläutert.